# Old Fort (Karolina Północna)
Old Fort – miasto w Stanach Zjednoczonych, w stanie Karolina Północna, w hrabstwie McDowell.